# Festival interceltique de Lorient 1998

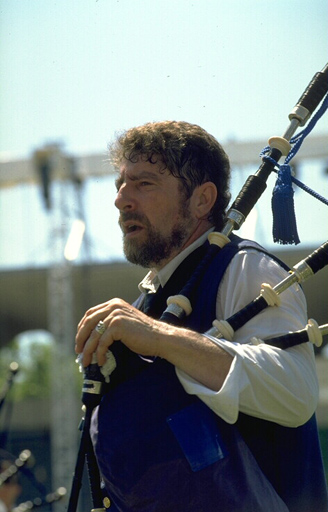
Erwan Ropars du Bagad Kemper lors du 49e championnat national des bagadoù en 1998.

La 28e édition du Festival interceltique de Lorient se déroule du 7 au 16 août 1998. La nation celte invitée cette année est la principauté des Asturies.

## Programmation
Le festival accueille, entre autres artistes, Dan Ar Braz et l’Héritage des Celtes pour la sortie de leur album Finisterres, Alan Stivell avec l'Orchestre de Chambre du FIL pour l'album 1 Douar, Liam O'Flynn et De Dannan dans le cadre de la soirée Best of Ireland, Denez Prigent, Kathryn Tickell, Didier Squiban (Molène), Deborah Henson-Conant, Ronan Le Bars & Nicolas Quemener, Elinor Bennett, Étienne Grandjean, The Wolfe Tones, Matmatah, Armens, Djiboudjep, Les Goristes (La Mer), le Bagad « Men Ha Tan » avec Pierrick Tanguy et Henri Texier, Rhona Mackay & Anne Lorne Gillies (chant et harpe des îles Hébrides) et Jean Baron & Josick Allot pour un concert d'orgue et bombarde.
Le groupe Soldat Louis célèbre ses dix ans de carrière. Jacques Pellen, Didier Lockwood, Erik Marchand, Kristen Noguès et Ar Re Yaouank sont réunis dans la formation Celtic Procession. Le compositeur écossais Eddie McGuire présente les œuvres symphoniques Gaelic Love Song et L'épopée celtique. Antoine Hervé interprète une nouvelle version des Caprices de Morgane, mélange de jazz et de musique celtique.

## Concours
Le Championnat national des bagadoù est remporté par le bagad Kemper.
Le Trophée Macallan pour soliste de great Highland bagpipe est remporté par Gordon Duncan (en) pour la troisième année.
Le Trophée Macallan pour soliste de gaïta est remporté par le Galicien Edelmiro M. Fernández (es).
Le Concours International de Pibroc’h est remporté par Cédric Le Bozec.
Le Trophée Matilin An Dall pour couple de sonneurs est remporté par Jil Léhart et Daniel Le Féon.
Le Trophée Loïc Raison est gagné par Lia Luachras.
Le Trophée International Greatness de Pipe Band est remporté par le Tamlaght O’Crilly Pipe Band.
Le Trophée International Greatness de Batteries est remporté par le Bagad Brieg.

## Bilan
Le président Guy Delion annonce une fréquentation en hausse d'au moins 10% par rapport à l'année précédente, s'établissant autour de 400 000 visiteurs. La Nuit du port a accueilli entre 20 000 et 30 000 personnes, 9000 spectateurs ont assisté au concert de l’Héritage des Celtes.